# Nadleśnictwo Miechów
Nadleśnictwo Miechów – jednostka organizacyjna Lasów Państwowych podległa Regionalnej Dyrekcji Lasów Państwowych w Krakowie. Siedziba Nadleśnictwa znajduje się w Miechowie w powiecie miechowskim, w województwie małopolskim.
Nadleśnictwo obejmuje w całości powiaty miechowski i proszowicki oraz w części powiaty krakowski, olkuski i zawierciański (ostatni w województwie śląskim) oraz część Krakowa.

## Historia
Pierwsza jednostka powołana do zarządu lasami państwowymi w Miechowie powstała w 1826 i nosiła nazwę Leśnictwo Lasów Rządowych w Miechowie. Po powstaniu styczniowym przyłączono ją do Nadleśnictwa Słomniki.
Nadleśnictwo Miechów powstało w 1920 i początkowo podlegało Dyrekcji Lasów Państwowych w Radomiu. W 1945 przyłączono do niego lasy znacjonalizowane przez komunistów oraz zmieniono podległość na Dyrekcji Lasów Państwowych w Krakowie. 1 stycznia 1973 do nadleśnictwa Miechów przyłączono zlikwidowane nadleśnictwa Książ Wielki, Skała i Pilica (w 1977 obręb Pilica przekazany do nadleśnictwa Olkusz).

## Ochrona przyrody
Na terenie nadleśnictwa znajduje się 10 rezerwatów przyrody:
- Sterczów-Ścianka
- Opalonki
- Biała Góra
- Wały
- Kępie na Wyżynie Miechowskiej
- Kwiatówka
- Złota Góra
- Lipny Dół koło Książa Wielkiego
- Michałowiec
- Dąbie.

Nadleśnictwo obejmuje część parków krajobrazowych:
- Dolinki Krakowskie
- Dłubniańskiego
- Orlich Gniazd

## Drzewostany
Gatunki lasotwórcze lasów nadleśnictwa (z ich udziałem procentowym):
- dąb 27,9%
- buk 22,7%
- sosna 22,3%
- modrzew 6,1%
- brzoza 5,9%
- grab 5,2%
- jodła 2,2%
- topola 1,2%
- inne 4%